# Clambus lohsei
Clambus lohsei là một loài bọ cánh cứng trong họ Clambidae. Loài này được Meybohm miêu tả khoa học đầu tiên năm 2004.